# Metamenophra sundana
Metamenophra sundana är en fjärilsart som beskrevs av Sato 1987. Metamenophra sundana ingår i släktet Metamenophra och familjen mätare. Inga underarter finns listade i Catalogue of Life.